# Riveira (Bóveda)
Riveira (en gallego y oficialmente Ribeira) es una localidad del municipio de Bóveda, en la provincia de Lugo, España. Pertenece a la parroquia de Tuimil.
Se encuentra a 395 metros de altitud en el margen derecho del río Mao. En 2023 tenía una población de 5 habitantes, 3 hombres y 2 mujeres.